# Sarah Glaser
Sarah Glaser –conocida como Pease Glaser– (nacida Sarah Herndon, Springfield, 18 de noviembre de 1961) es una deportista estadounidense que compitió en vela en la clase 470. Está casada con el también regatista Jay Glaser.
Participó en los Juegos Olímpicos de Sídney 2000, obteniendo una medalla de plata en la clase 470 (junto con Jennifer Isler). Ganó una medalla de plata en el Campeonato Mundial de 470 de 1987.

## Palmarés internacional
| \| Juegos Olímpicos \| Juegos Olímpicos \| Juegos Olímpicos \| Juegos Olímpicos \| \| Año \| Lugar \| Medalla \| Clase \| \| ------------------ \| ------------------ \| ---------------- \| ---------------- \| \| 2000 \| Sídney (Australia) \| Medalla de plata \| 470 \| \| Campeonato Mundial \| \| \| \| \| Año \| Lugar \| Medalla \| Clase \| \| 1987 \| Kiel (RFA) \| Medalla de plata \| 470 \| |                    |                  |       |
| Juegos Olímpicos |                    |                  |       |
| Año | Lugar              | Medalla          | Clase |
| 2000 | Sídney (Australia) | Medalla de plata | 470   |
| Campeonato Mundial |                    |                  |       |
| Año | Lugar              | Medalla          | Clase |
| 1987 | Kiel (RFA)         | Medalla de plata | 470   |